# Еловка (Свердловская область)
Еловка — деревня в Свердловской области России, административно подчинённая городу Серову. Входит в Серовский муниципальный округ.
Ранее деревня входила в состав Еловского сельсовета Серовского района.

## История
В «Списке населённых мест Российской империи» 1869 года Елавская упомянута как деревня Верхотурского уезда Пермской губернии, при реке Елавке, расположенная в 157 верстах от уездного города Верхотурья. В деревне имелся один двор и проживало 5 человек: 2 мужчины и 3 женщины.

После 1902 года в Еловке открылся деревянный однопрестольный храм, освящённый во имя священномученика Власия, епископа Севастийского. Храм был закрыт 30-е годы.

## География
Деревня находится в северной части области, на расстоянии 9 километров к северу от города Серова, в лесной местности, в среднем течении реки Еловки (правого притока Сосьвы).
Абсолютная высота — 104 метра над уровнем моря.
Рядом с деревней, приблизительно в двух километрах, находится Серовское никелевое месторождение, также называемое Еловским.

## Население
| 2002 | 2010 |
| ---- | ---- |
| 44   | ↗47  |

Согласно результатам переписи населения 2002 года, русские составляли 98 % от общего числа жителей деревни, или 43 из 44 человек.

## Улицы
В Еловке 5 улиц и 2 переулка.